# Bovbasivka, Horol
Bovbasivka (în ucraineană Бовбасівка) este un sat în comuna Trubaiți din raionul Horol, regiunea Poltava, Ucraina.

## Demografie
Componența lingvistică a localității Bovbasivka
     Ucraineană (96,45%)
     Rusă (3,28%)
     Alte limbi (0,27%)
Conform recensământului din 2001, majoritatea populației localității Bovbasivka era vorbitoare de ucraineană (96,45%), existând în minoritate și vorbitori de rusă (3,28%).